# Сунин-Плаза (Уси)
Сунин-Плаза (Suning Plaza, 无锡国际金融中心) — сверхвысокий небоскрёб, расположенный в китайском городе Уси. Построен в 2014 году в стиле модернизма, на начало 2020 года являлся третьим по высоте зданием города, 50-м по высоте зданием Китая, 60-м — Азии и 97-м — мира.
Башня № 1 (или Северная башня) комплекса Сунин-Плаза имеет 67 наземных и 4 подземных этажа. Верхнюю часть здания занимают 350 гостиничных номеров, рестораны и спа-центр с бассейном пятизвёздочного отеля Hyatt Regency Wuxi, площадь башни — 116 580 м², а всего комплекса — 233 605 м². Архитекторами небоскрёба выступили американская компания RTKL Associates и Архитектурный институт провинции Цзянсу. Владельцем комплекса является компания Suning Real Estate — дочерняя структура Suning Holdings Group китайского миллиардера Чжана Цзиньдуна.
Рядом с башней № 1 расположена 50-этажная жилая башня № 2 или Южная башня (183 м). Также в состав комплекса входит многоуровневый торговый центр Parkson.

## Галерея

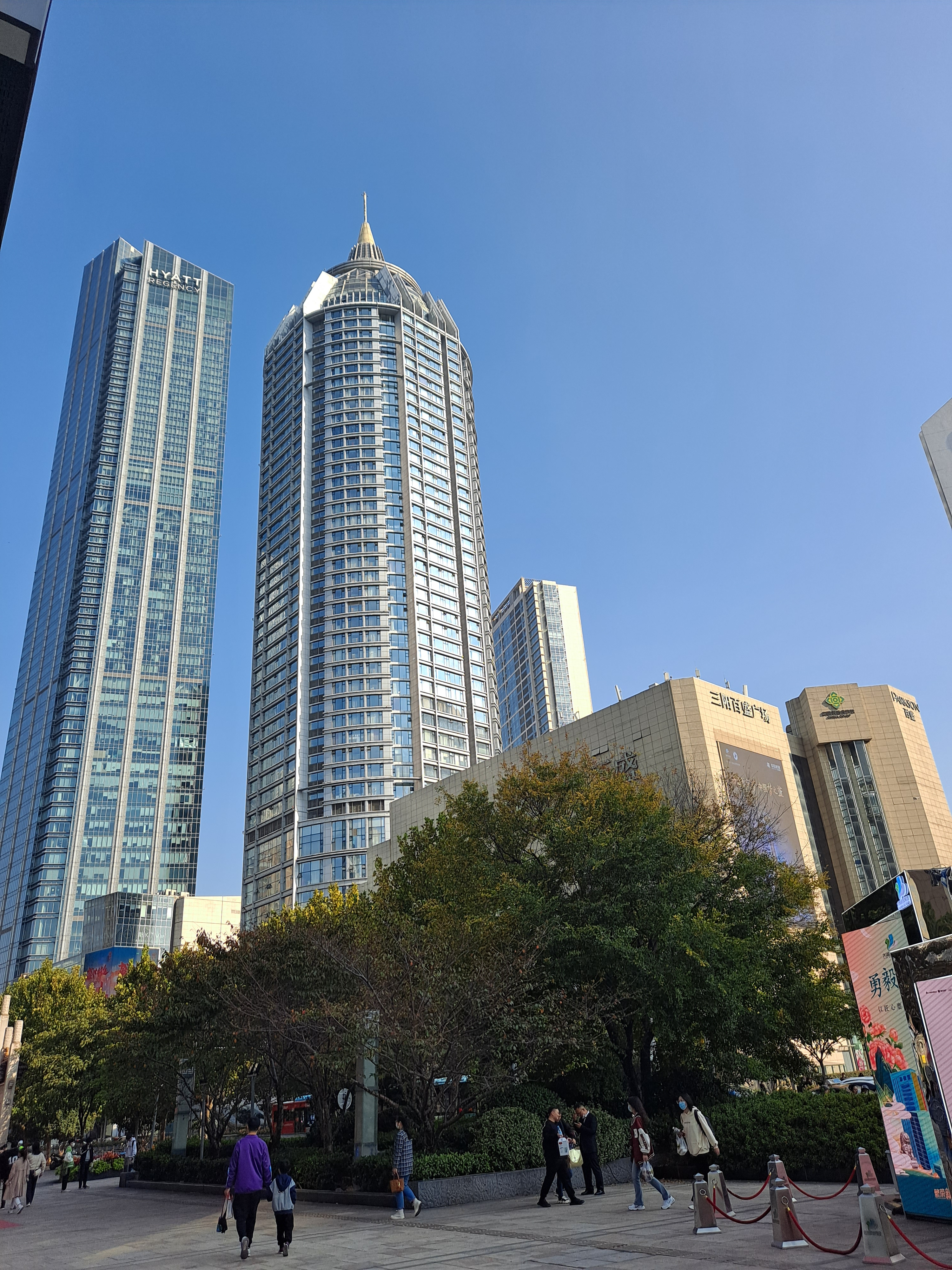
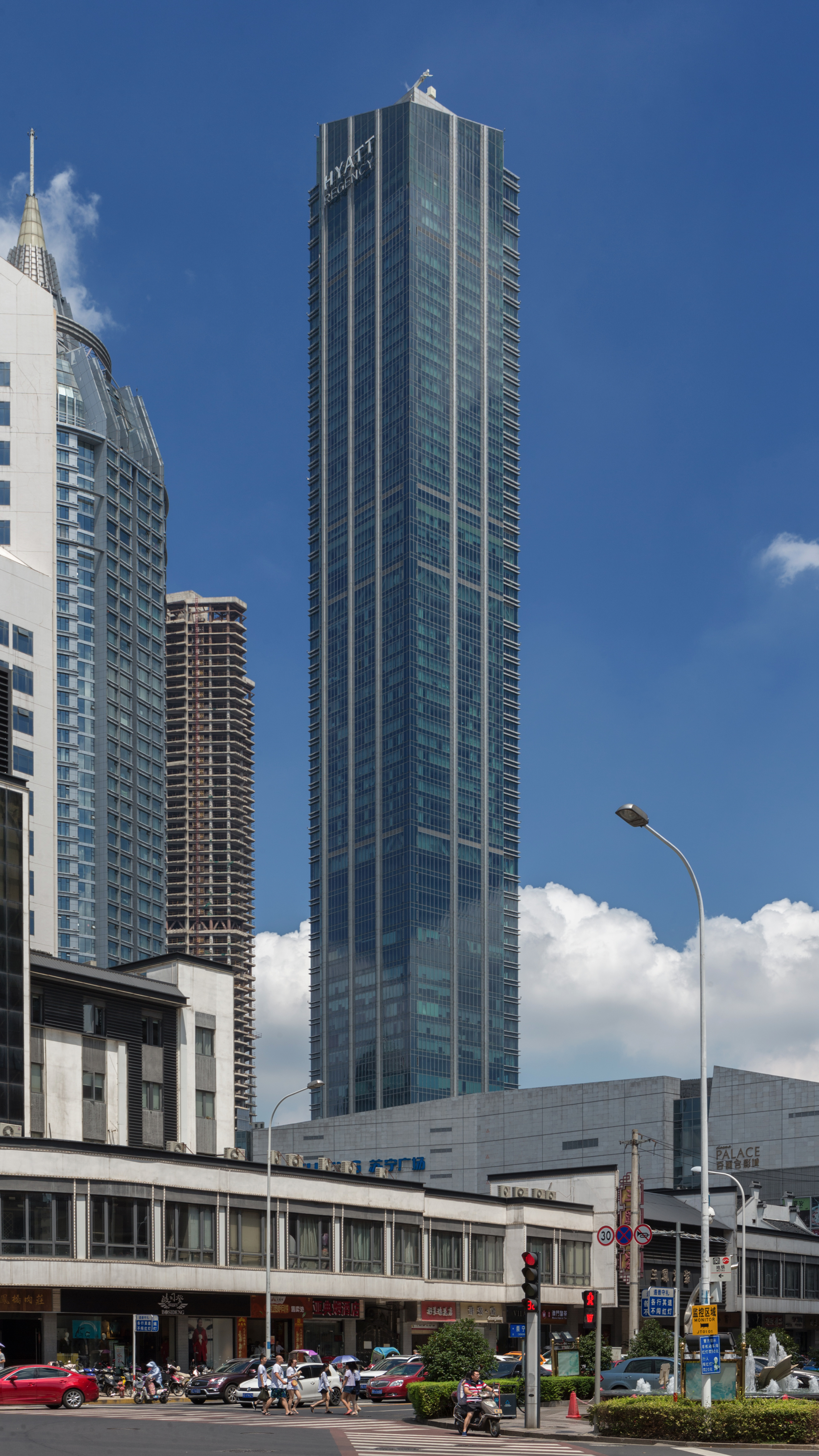
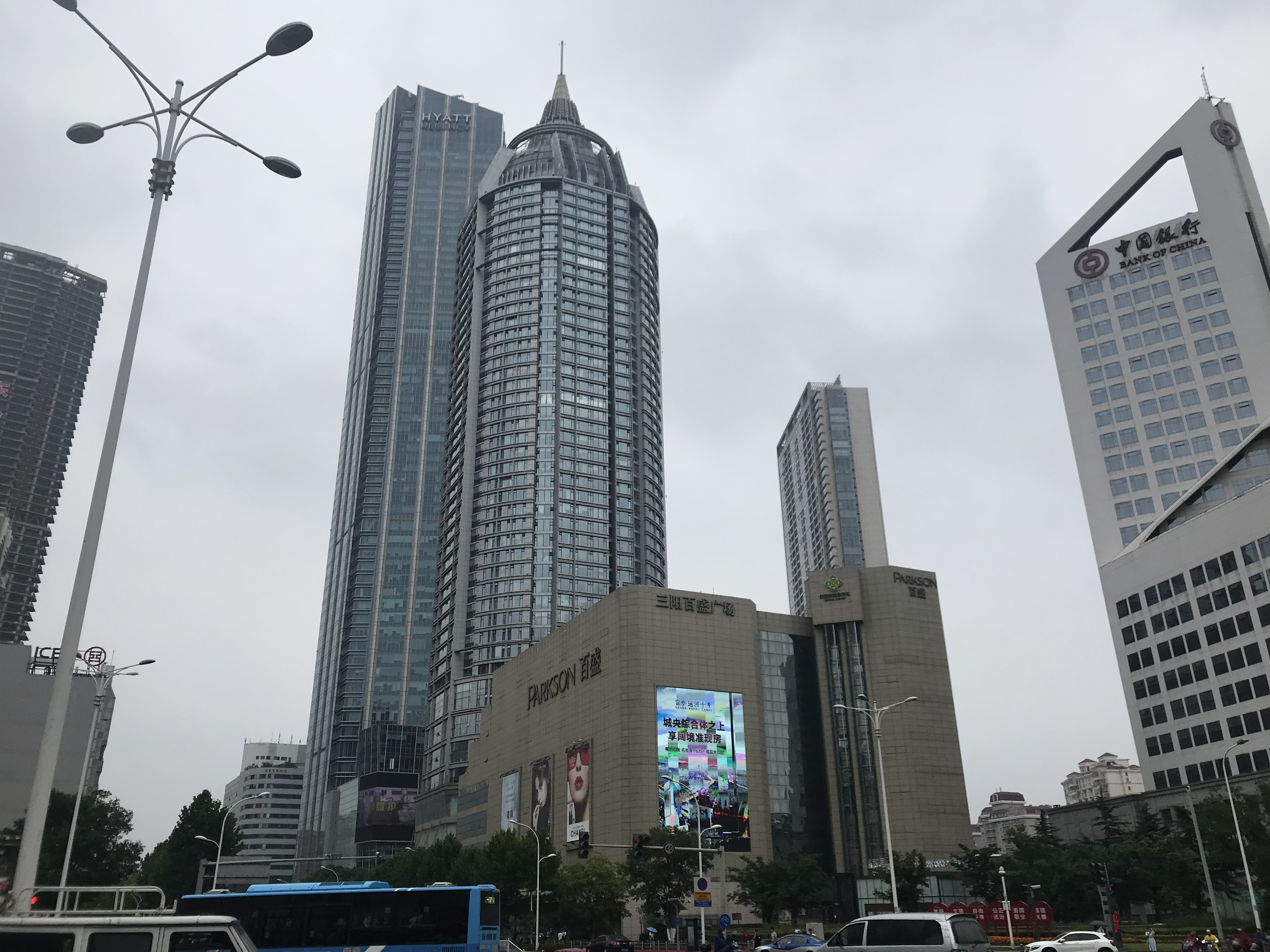
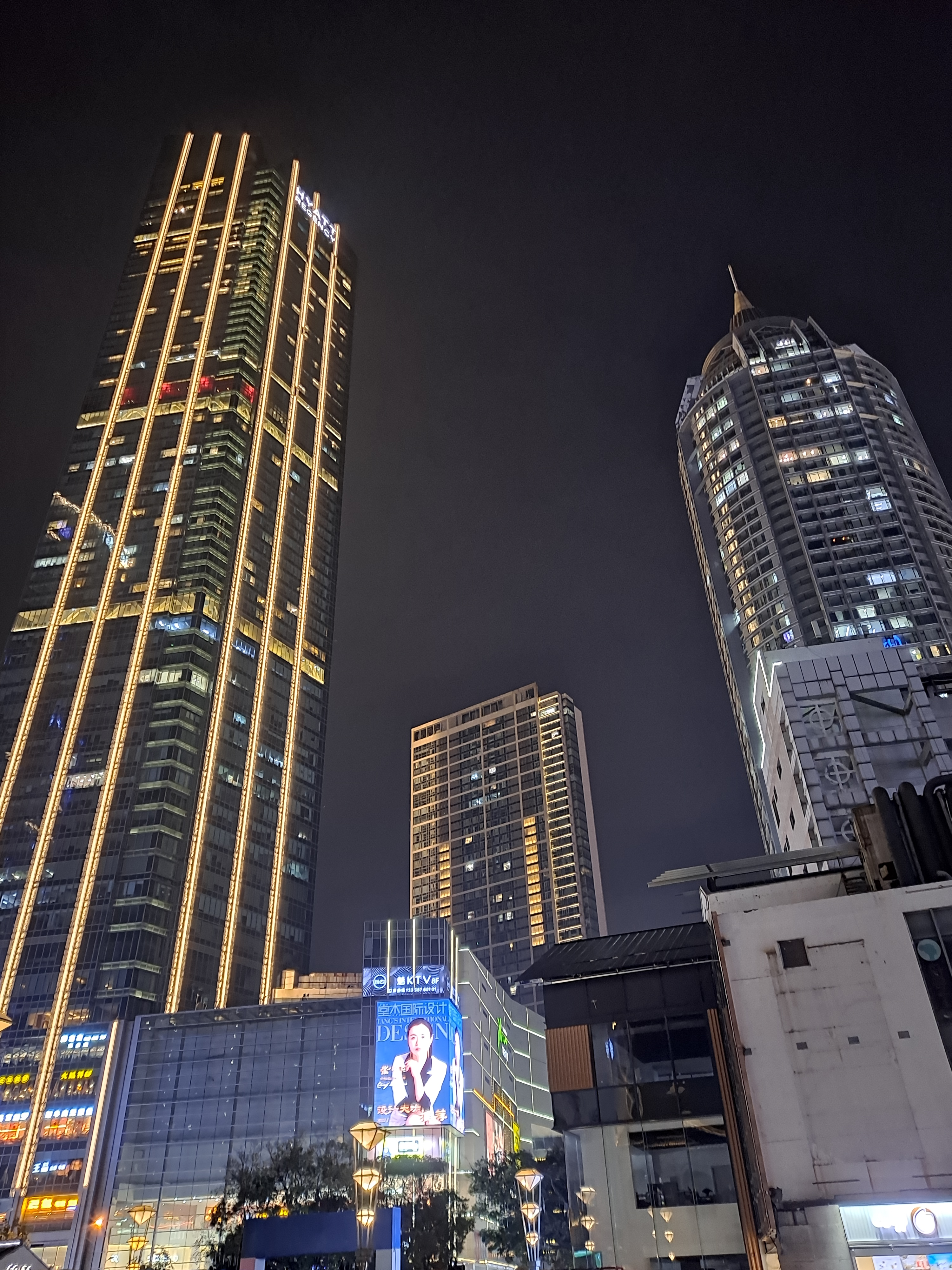